# The Babies
The Babies fue una banda de indie rock de Brooklyn, Nueva York.

## Historia
La banda se originó de una amistad entre la guitarrista y cantante de Vivian Girls, Cassie Ramone y el bajista de Woods, Kevin Morby. Ambos compartían un apartamento y escribieron canciones, aunque nada surgió hasta que se volvieron a encontrar más tarde en una fiesta en Brooklyn. Con la integración de Justin Sullivan en la batería y el bajista Nathanael Stark, el cuarteto comenzó a tocar shows en 2009 en clubes DIY de Nueva York y lanzando cintas hechas por ellos y sencillos por los pequeños sellos Wild World y Make a Mess, antes de lanzar su álbum debut autotitulado por Shrimper en febrero de 2011.
La banda se fue de gira por mucho del año, eventualmente reemplazando a Stark con un nuevo bajista, Brian Schleyer. A principios de 2012, dejaron su hogar de Brooklyn para grabar su segundo álbum de estudio en Los Ángeles. Our House on the Hill, fue lanzado en Woodsist a fines de ese año.

## Discografía

### Álbumes de estudio
- The Babies (2011, Shrimper)[1]
- Our House On The Hill (2012, Woodsist)

### Álbumes en vivo
- Live at the Smell (2011, Kill/Hurt)

### EP
- Cry Along with the Babies (2012, New Images)

### Sencillos
- «The Wilds» 7" (2010, LebenStrasse)
- «All Things Come To Pass» 7" (2010, Wild World Records)
- «Meet Me In The City» 7" (2010, Wild World Records)
- «Here Comes Trouble» 7" (2011, Teenage Teardrops)
- «My Name» 7" (2012, Bad Paintings)
- «Moonlight Mile» 7" (2012, Woodsist)